# Gauliga Baden 1939/40
Die Gauliga Baden 1939/40 war die siebte Spielzeit der Gauliga Baden (offiziell ab 1940 Sportbereichsklasse Baden) im Fußball. Bedingt durch den Ausbruch des Zweiten Weltkrieges am 1. September 1939 konnte die Saison nicht planmäßig beginnen. Es wurde zunächst zur Überbrückung eine Runde um den Goldenen Adler ausgetragen, in Pforzheim, Karlsruhe und Freiburg wurden Stadtmeisterschaften ausgetragen. so dass die Liga in fünf Staffeln mit jeweils nur vier bis sechs Mannschaften aufgeteilt und anschließend eine Endrunde mit sechs Mannschaften ausgetragen wurde. Die Bereichsklasse wurde aufgrund der verkehrstechnischen Umstände und des späten Beginns am 19. November in drei Gruppen eingeteilt, wobei die Gruppe Südbaden zusätzlich in drei Staffeln eingeteilt wurde. Daran schloss sich eine Endrunde um die Bereichsmeisterschaft an, die Saison endete am 1. September 1940. Den Titel sicherte sich schließlich der SV Waldhof, der auch in der darauf folgenden Endrunde um die deutsche Meisterschaft erfolgreich abschnitt und erst im Halbfinale am späteren Meister FC Schalke 04 scheiterte. Da die Bereichsklasse Baden in der Folgesaison 1940/41 wieder eingleisig mit zehn Mannschaften durchgeführt wurde, gab es in dieser Runde zahlreiche Absteiger.

## Gruppe Nordbaden

### Kreuztabelle
| 1939/40                  | SV Waldhof Mannheim | VfR Mannheim | SpVgg Sandhofen | VfL Neckarau | SpVgg Amicitia Viernheim | Kirchheimer FG |
| ------------------------ | ------------------- | ------------ | --------------- | ------------ | ------------------------ | -------------- |
| SV Mannheim-Waldhof 07   |                     | 1:2          | 6:1             | 1:0          | 6:1                      | 17:0           |
| VfR Mannheim             | 0:2                 |              | 1:2             | 4:0          | 2:1                      | 16:0           |
| SpVgg Sandhofen          | 1:3                 | 1:2          |                 | 3:1          | 2:1                      | 17:0           |
| VfL Neckarau             | 1:2                 | 0:7          | 4:2             |              | 4:1                      | 6:0            |
| SpVgg Amicitia Viernheim | 0:3                 | 0:8          | 0:2             | 2:1          |                          | 4:1            |
| Kirchheimer FG           | 2:5                 | 0:7          | 2:2             | 3:7          | 3:1                      |                |

### Abschlusstabelle
| Pl. | Verein                    | Sp. | S | U | N | Tore    | Quote | Punkte |
| --- | ------------------------- | --- | - | - | - | ------- | ----- | ------ |
| 1.  | SV Waldhof Mannheim       | 10  | 9 | 0 | 1 | 048:600 | 8,00  | 18:20  |
| 2.  | VfR Mannheim (M)          | 10  | 8 | 0 | 2 | 047:900 | 5,22  | 16:40  |
| 3.  | SpVgg Sandhofen           | 10  | 5 | 1 | 4 | 033:200 | 1,65  | 11:90  |
| 4.  | VfL Neckarau              | 10  | 4 | 0 | 6 | 024:250 | 0,96  | 08:12  |
| 5.  | SV Amicitia Viernheim (N) | 10  | 2 | 0 | 8 | 011:320 | 0,34  | 04:16  |
| 6.  | Kirchheimer FG (N)        | 10  | 1 | 1 | 8 | 011:820 | 0,13  | 03:17  |

| (M) | Titelverteidiger                  |
| (N) | Aufsteiger aus den Bezirksklassen |

## Gruppe Mittelbaden

### Kreuztabelle
| 1939/40             | VfB Mühlburg | 1. FC 08 Birkenfeld | 1. FC Pforzheim | FC Phönix Karlsruhe | Karlsruher FV | FC Rastatt 04 |
| ------------------- | ------------ | ------------------- | --------------- | ------------------- | ------------- | ------------- |
| VfB Mühlburg        |              | 4:1                 | 4:1             | 2:2                 | 4:2           | 2:1           |
| 1. FC 08 Birkenfeld | 0:0          |                     | 4:2             | 1:0                 | 5:1           | 8:2           |
| 1. FC Pforzheim     | 2:2          | 2:2                 |                 | 4:2                 | 5:2           | 5:2           |
| FC Phönix Karlsruhe | 1:2          | 1:1                 | 1:2             |                     | 3:2           | 4:2           |
| Karlsruher FV       | 1:4          | 0:2                 | 5:10            | 3:2                 |               | 3:7           |
| FC Rastatt 04       | 0:2          | 2:4                 | 0:0+            | 0:0+                | 3:4           |               |

### Abschlusstabelle
| Pl. | Verein                  | Sp. | S | U | N | Tore    | Quote | Punkte |
| --- | ----------------------- | --- | - | - | - | ------- | ----- | ------ |
| 1.  | VfB Mühlburg            | 10  | 7 | 3 | 0 | 026:110 | 2,36  | 17:30  |
| 2.  | 1. FC 08 Birkenfeld (N) | 10  | 6 | 3 | 1 | 028:140 | 2,00  | 15:50  |
| 3.  | 1. FC Pforzheim         | 10  | 6 | 2 | 2 | 033:240 | 1,38  | 14:60  |
| 4.  | FC Phönix Karlsruhe     | 10  | 3 | 2 | 5 | 016:190 | 0,84  | 08:12  |
| 5.  | Karlsruher FV           | 10  | 2 | 0 | 8 | 023:450 | 0,51  | 04:16  |
| 6.  | FC Rastatt 04 (N)       | 10  | 1 | 0 | 9 | 019:320 | 0,59  | 02:18  |

| (N) | Aufsteiger aus den Bezirksklassen |

## Gruppe Südbaden
Der Sieger aus der Staffel Freiburg war direkt für die Endrunde qualifiziert, die Sieger der Staffeln Offenburg und Schwarzwald spielten zwei Entscheidungsspiele um den letzten Teilnehmer aus.

### Untergruppe Freiburg
Die beiden Vereine FC Rheinfelden und FV Lörrach nahmen auf Grund der schlechten Zugverbindungen nur außer Konkurrenz teil und sollte nur gegen die beiden Freiburger Vereine spielen. Die Aussicht, bei verbesserten Verkehrsverhältnissen auch die restlichen Spiele auszutragen erfüllten sich für beide Vereine kriegs- und witterungsbedingt nicht.

#### Kreuztabelle
| 1939/40             | Freiburger FC |       | FC Gutach | FC Emmendingen | FC Waldkirch | FC Rheinfelden | FV Lörrach |
| ------------------- | ------------- | ----- | --------- | -------------- | ------------ | -------------- | ---------- |
| Freiburger FC       |               | 3:3   | 7:1       | 6:3            | 5:0          | (10:3)         | -:-        |
| SC i.d. FT Freiburg | 1:3           |       | 2:2       | +0:0           | 6:3          | -:-            | -:-        |
| FC Gutach           | +3:4 a        | 2:5   |           | 4:5            | -:-          | -:-            | -:-        |
| FC Emmendingen      | 0:6           | 0:1   | 0:1       |                | +0:0         | -:-            | -:-        |
| FC Waldkirch        | 0:0+          | 3:4   | 0:2       | 1:3            |              | -:-            | -:-        |
| (FC Rheinfelden)    | -:-           | (1:2) | -:-       | -:-            | -:-          |                | -:-        |
| (FV Lörrach)        | (0:2)         | -:-   | -:-       | -:-            | -:-          | -:-            |            |

#### Abschlusstabelle
| Pl. | Verein               | Sp. | S | U | N | Tore    | Quote | Punkte |
| --- | -------------------- | --- | - | - | - | ------- | ----- | ------ |
| 1.  | Freiburger FC        | 8   | 6 | 1 | 1 | 030:800 | 3,75  | 13:30  |
| 2.  | SC Freiburg (N)      | 8   | 5 | 2 | 1 | 022:160 | 1,38  | 12:40  |
| 3.  | FC Gutach (N)        | 7   | 3 | 1 | 3 | 012:190 | 0,63  | 07:70  |
| 4.  | FV Emmendingen (N)   | 8   | 3 | 0 | 5 | 011:190 | 0,58  | 06:10  |
| 5.  | FC Waldkirch (N)     | 7   | 0 | 0 | 7 | 007:200 | 0,35  | 0:14   |
| 6.  | (FC Rheinfelden) (N) | 0   | 0 | 0 | 0 | 000:000 | 1,00  | 0:0    |
| 7.  | (FV Lörrach) (N)     | 0   | 0 | 0 | 0 | 000:000 | 1,00  | 0:0    |

| (N) | Aufsteiger aus den Bezirksklassen |

### Untergruppe Nord

#### Kreuztabelle
| 1939/40              | VfR Achern | Offenburger FV | Lahrer FV 03 | RTuSV Jahn Offenburg |
| -------------------- | ---------- | -------------- | ------------ | -------------------- |
| VfR Achern           |            | 5:3            | 4:0          | 6:1                  |
| Offenburger FV       | 2:1        |                | 1:0          | 6:2                  |
| Lahrer FV 03         | 1:1        | 1:0            |              | 6:4                  |
| RB-SG Jahn Offenburg | 0:4        | 1:3            | 1:12         |                      |

#### Abschlusstabelle
| Pl. | Verein                   | Sp. | S | U | N | Tore    | Quote | Punkte |
| --- | ------------------------ | --- | - | - | - | ------- | ----- | ------ |
| 1.  | VfR Achern (N)           | 6   | 4 | 1 | 1 | 021:700 | 3,00  | 09:30  |
| 2.  | Offenburger FV           | 6   | 4 | 0 | 2 | 015:100 | 1,50  | 08:40  |
| 3.  | Lahrer FV 03 (N)         | 6   | 3 | 1 | 2 | 020:110 | 1,82  | 07:50  |
| 4.  | RB-SG Jahn Offenburg (N) | 6   | 0 | 0 | 6 | 009:370 | 0,24  | 0:12   |

| (N) | Aufsteiger aus den Bezirksklassen |

### Untergruppe Schwarzwald/Bodensee

#### Kreuztabelle
| 1939/40         | FC Singen 04 | FC Konstanz | FC 08 Villingen | VfR Konstanz |
| --------------- | ------------ | ----------- | --------------- | ------------ |
| FC Singen 04    |              | 2:0         | 3:2             | 4:0          |
| FC Konstanz     | 1:2          |             | -:-             | 2:1          |
| FC 08 Villingen | 2:5          | 0:3         |                 | -:-          |
| VfR Konstanz    | 1:5          | -:-         | 0:2             |              |

#### Abschlusstabelle
| Pl. | Verein              | Sp. | S | U | N | Tore    | Quote | Punkte |
| --- | ------------------- | --- | - | - | - | ------- | ----- | ------ |
| 1.  | FC Singen 04 (N)    | 6   | 6 | 0 | 0 | 021:600 | 3,50  | 12:0   |
| 2.  | FC Konstanz (N)     | 4   | 2 | 0 | 2 | 006:500 | 1,20  | 04:40  |
| 3.  | FC 08 Villingen (N) | 4   | 1 | 0 | 3 | 006:110 | 0,55  | 02:60  |
| 4.  | VfR Konstanz (N)    | 4   | 0 | 0 | 4 | 002:130 | 0,15  | 0:80   |

| (N) | Aufsteiger aus den Bezirksklassen |

### Entscheidungsspiele Teilnehmer Offenburg/Schwarzwald
|                                           | Gesamt |                                       | Hinspiel | Rückspiel |
| ----------------------------------------- | ------ | ------------------------------------- | -------- | --------- |
| FC Singen 04 (Sieger Staffel Schwarzwald) | 6:7    | VfR Achern (Sieger Staffel Offenburg) | 3:2      | 3:5       |

## Endrunde um die Gaumeisterschaft

### Kreuztabelle
| 1939/40                | SV Waldhof Mannheim | VfB Mühlburg | VfR Mannheim | Freiburger FC | 1. FC 08 Birkenfeld | VfR Achern |
| ---------------------- | ------------------- | ------------ | ------------ | ------------- | ------------------- | ---------- |
| SV Mannheim-Waldhof 07 |                     | 3:0          | 2:0          | -:-           | 4:0                 | 10:1       |
| VfB Mühlburg           | 2:0                 |              | 3:0          | 3:0           | 6:0                 | 4:1        |
| VfR Mannheim           | 3:0                 | 3:1          |              | 3:0           | 7:2                 | 12:3       |
| Freiburger FC          | 1:1                 | 0:0          | 2:0          |               | 4:2                 | 1:0        |
| 1. FC 08 Birkenfeld    | 1:2                 | 3:1          | 1:0          | 3:2           |                     | 3:0        |
| VfR Achern             | 1:4                 | 0:0          | 2:2          | 2:2           | 2:2                 |            |

### Abschlusstabelle
| Pl. | Verein                                                            | Sp. | S | U | N | Tore    | Quote | Punkte |
| --- | ----------------------------------------------------------------- | --- | - | - | - | ------- | ----- | ------ |
| 1.  | SV Waldhof Mannheim (Sieger Gruppe Nordbaden)                     | 9   | 6 | 1 | 2 | 026:900 | 2,89  | 13:50  |
| 2.  | VfB Mühlburg (Sieger Gruppe Mittelbaden)                          | 10  | 5 | 2 | 3 | 020:100 | 2,00  | 12:80  |
| 3.  | VfR Mannheim (M) (Zweiter Gruppe Nordbaden)                       | 10  | 5 | 1 | 4 | 030:160 | 1,88  | 11:90  |
| 4.  | Freiburger FC (Sieger Gruppe Südbaden Staffel Freiburg)           | 9   | 3 | 3 | 3 | 012:140 | 0,86  | 09:90  |
| 5.  | 1. FC 08 Birkenfeld (Zweiter Gruppe Mittelbaden)                  | 10  | 4 | 1 | 5 | 017:280 | 0,61  | 09:11  |
| 6.  | VfR Achern (Sieger Gruppe Südbaden Staffel Offenburg/Schwarzwald) | 10  | 0 | 4 | 6 | 012:400 | 0,30  | 04:16  |

| (M) | Titelverteidiger |

## Statistiken

### Torschützen
| Rang | Spieler         | Verein              | Tore |
| ---- | --------------- | ------------------- | ---- |
| 1    | Josef Erb       | SV Waldhof Mannheim | 17   |
| 2    | Kurt Langenbein | VfR Mannheim        | 16   |
| 3    | Eugen Koßmann   | Freiburger FC       | 14   |
| 4    | Reinhold Geörg  | SpVgg Sandhofen     | 13   |
| 5    | Walter Danner   | VfR Mannheim        | 11   |
| 5    | Richard Fix     | 1. FC 08 Birkenfeld | 11   |

### Zuschauer
- Spiel mit den meisten Zuschauern: VfR Mannheim – SV Mannheim-Waldhof 07 (3. November 1939; 8.350 Zuschauer)
- Spiel mit den wenigsten Zuschauern: FC Konstanz – VfR Konstanz (10. Dezember 1939; 100 Zuschauer)